# Johannes Draconites
Johannes Draconites (ursprungligen Drach eller Trach, även kallad Carlstadt), född 1494 i Karlstadt, död den 18 april 1566 i Wittenberg, var en tysk luthersk teolog och präst. 
Draconites studerade från 1509 vid Erfurts universitet och tillhörde där den krets av humanister, som samlade sig kring Eobanus Hessus. När Luther 1521 på väg till Worms passerade Erfurt, deltog han entusiastiskt i hyllningen för denne och var djupt inblandad i de med anledning härav uppstående oroligheterna. Även i hans senare liv avspeglar sig i ovanlig grad den av inre och yttre strider fyllda brytningstidens oro. 
Från nästan alla de ämbeten han beklädde (1522-23 predikant i Miltenberg, 1525-28 i Waltershausen, 1533-47 professor och predikant i Marburg, 1551-60 professor i Rostock, 1560-64 president i Pomesaniens biskopsstift) blev han antingen avsatt eller avgick frivilligt på grund av stridigheter, i vilka han, kamplysten och envis, kastat sig in. 
Dock medverkade härvid hans ständiga längtan att ostört få ägna sig åt det stora vetenskapliga arbete, som han betraktade såsom sitt livs uppgift: en polyglottupplaga på fem språk av bibeln, varav han också utgav några delar. Det innebär ett för sin tid högst märkligt uppslag, men är byggt på alldeles otillräckliga förutsättningar. Märkligt är också hans arbete Gottes Verheissungen von Christo Jesu (1549-50), det första försöket till en sammanhängande framställning av de så kallade messianska profetiorna.